# 佩廖 (佩萨罗-乌尔比诺省)
佩廖（義大利語：Peglio），是意大利佩薩羅和烏爾比諾省的一个市镇。总面积20.2平方公里，人口720人，人口密度35.6人/平方公里（2008年）。ISTAT代码为041041。